# جميلة بوعزة
جميلة بوعزة (1938–2015) هي مناضلة جزائرية دعمت القومية الجزائرية، وعارضت الحكم الاستعماري الفرنسي. اشتهرت بعد زراعتها لقنبلة في أبريل 1957 على شرفة مقهى كوك هاردي في الجزائر العاصمة، مما أسفر عن مقتل أربعة أشخاص وإصابة كثيرين. حكمت عليها محكمة عسكرية فرنسية في البداية بالإعدام، ولكن أطلق سراحها أخيرًا في عام 1962 بموجب اتفاقيات إيفيان.
خلال حرب الجزائر، عملت بوعزة في مركز الشيكات البريدية في الجزائر العاصمة، حيث اندمجت بالكامل في النظام الاستعماري الفرنسي، وعرفها زملاؤها الفرنسيون الجزائريون باسم الآنسة تشا تشا تشا. تم تجنيدها من قبل جميلة بوحيرد، وأصبحت عضوا نشطا في جبهة التحرير الوطني التي كان هدفها استقلال الجزائر.

## قصة نضالها
كانت تدرس بالجزائر العاصمة قبل أندلاع الثورة الجزائرية وكانت من بلدية البليدة بالجزائر تعلمت العزف واخدت دروسا في الغناء وكما انها كانت تحب دراستها وشاركت في مسابقات عديدة كانت تنظمها الجمعية الفرنسية أثناء اندلاع الثورة الجزائرية انضمت إلى صفوف جبهة التحرير الوطنية وكانت محاربة في الميدان وكانت بارعة في زرع القنابل وهي منفذة انفجار مقهي كوك هاردي باحياء الجزائر العاصمة وكما كانت من فريق يضم ياسف سعدي و العربي بن مهيدي وكانت في قسم المظاهرات أيضا واشتهرات في عدة مظاهرات
كانت محاربة في الميدان وكانت من أهم النساء في زراعة القنابل في طريق الاستعمار الفرنسي ومن أهم التفجيرات التي قامت بها هي انفجار مقهي كوك هردي وانفجار العاصمة وكانت مهمتها رسم الخطط وتنفيذها برفقة زهرة ظريف بيطاط وحسيبة بن بوعلي ومليكة قايد وغيرهن نتيجة لبطولتها أصبحت المطارد رقم 2

## اعتقالها ووفاتها
تم القبض عليها من الجيش الفرنسي وهي آخر مناظلة قبض عليها، اصيبت بوعزة بالجنون واضطراب نفسي حاد فنقلت إلى سجن آخر بدون أي محاولة إستنطاق ولكن أطلق سراحها عام 1962. توفيت بالعاصمة صباح 12 يونيو 2015م